# 林應箕
林應箕（1510年—？），字輝南，福建興化府莆田縣人，民籍，明朝政治人物。

## 生平
嘉靖十六年（1537年）丁酉科福建鄉試第三十三名舉人。嘉靖十七年（1538年）中式戊戌科會試第二百二十一名，登第三甲第四十六名進士。授行人，二十一年十一月选授江西道试監察御史，二十三年实授，二十九年巡按雲南，三十一年巡按浙江，三十五年三月大学士李本奉诏考察不职科道官共三十八人，以不及降调为六安州判官。

## 家族
曾祖林汝良，七品散官；祖父林雍，壽官 贈大理寺右評事；父林仕鳳，按察司僉事。母朱氏（贈孺人）；繼母顧氏（封孺人）。具庆下。